# Ярдемли
Ярдемли или Ардемли (на гръцки: Αμυγδαλιές, катаревуса: Αμυγδαλέαι, Амигдалее, до 1926 година Γιαρδεμλή, Ярдемли или Γιαδερλή, Ядерли) е историческо село в Егейска Македония, Гърция, разположено на територията на дем Кукуш (Килкис), административна област Централна Македония.

## География
Селото е било разположено на 10 km северно от Кукуш, западно от Кара Ахматли (Килади) и североизточно от Ерекли (Коромилия).

## История

### В Османската империя
През XIX век Ярдемли е малко турско село в Авретхисарската каза на Османската империя. В „Етнография на вилаетите Адрианопол, Монастир и Салоника“, издадена в Константинопол в 1878 година и отразяваща статистиката на населението от 1873 година, Ярдамлия (Yardamlia) е посочено като селище в Авретхисарска каза с 25 домакинства, като жителите му са 68 мюсюлмани. Според статистиката на Васил Кънчов („Македония. Етнография и статистика“) в 1900 година Ардамли има 100 жители, всички турци.

### В Гърция
След Междусъюзническата война селото попада в Гърция. Според гръцката статистика, през 1913 година в Ярдимли (Γιαρδιμλή) живеят 91 души.
В 20-те години турското му население се изселва. На мястото му са заселени бежанци. В 1928 година в селото е чисто бежанско и има 15 бежански семейства с 49 жители. В 1926 година селото е прекръстено на Амигдалиес. Селото е закрито в 1951 година.
| Година    | 1913 | 1920 | 1928 | 1940 | 1951 | 1961 | 1971 | 1981 | 1991 | 2001 | 2011 | 2021 |
| --------- | ---- | ---- | ---- | ---- | ---- | ---- | ---- | ---- | ---- | ---- | ---- | ---- |
| Население | 91   |      |      |      |      |      |      |      |      |      |      |      |